# Digby George Gerahty
Digby George Gerahty (* 3. April 1898 in Isleworth, London Borough of Hounslow; † 6. November 1981 in Valbonne, Département Alpes-Maritimes) war ein englischer Schriftsteller, der seine Werke unter den Pseudonymen Robert Standish und Stephen Lister veröffentlichte.

## Leben
Gerahty war der Bruder des Journalisten Cecil Gerahty (1888–1938) und des Schauspielers Garry Marsh (1902–1981). Der Schriftsteller Vincent DeVeau (* 1952) ist ein entfernter Verwandter. Gerahty absolvierte seine Schulzeit in seiner Heimatstadt und arbeitete im Anschluss daran kurzfristig in verschiedenen Berufen.
Am 7. Juli 1917 trat Gerahty dem Royal Flying Corps bei und war im darauffolgenden Jahr einer der Ersten Soldaten der Royal Air Force. Im Rang eines Leutnants kehrte er am 15. Februar 1919 ins Zivilleben zurück. Er ließ sich in London nieder und begann als freier Mitarbeiter für das Feuilleton einiger Zeitungen und Zeitschriften zu schreiben. Seine erste Ehe, die Gerahty 1934 eingegangen war, hielt nur kurze Zeit und er heiratete 1934 ein zweites Mal.
Nach dem Zweiten Weltkrieg ließ sich Gerahty in Valbonne (Département Alpes-Maritimes) nieder. Er starb am 6. November 1981 und fand dort auch seine letzte Ruhestätte.

## Trivia
In seinem autobiographisch gehaltenen Roman Marise behauptet Gerahty 1950, dass er zusammen mit zwei Freunden 1933 das „Ungeheuer von Loch Ness“ erfunden hatte um den Tourismus in der Gegend anzukurbeln und die regionale Hotellerie zu unterstützen. Als 1978/79 Henry H. Bauer für sein Buch recherchierte, bestätigte Gerahty ihm dies erneut.

## Werke (Auswahl)

### UnterRobert Standish
Erzählungen
- Face Value. 1955.
- The radio-active general and other stories. 1959.
- The Talking dog and other stories. 1961.
- Elephant law and other stories. 1969.
- The fountain of youth and other stories. 1973.

Romane
- The three bamboos. 1942.
- THe small general. 1945.
- Elephant walk. 1948.
- Gulf of time. 1948.
  - Deutsch: Gold ohne Glanz. Waldheim-Eberle Verlag, Wien 1952 (übersetzt von J. N. Lorenz)[2]
- Follow the seventh man. 1950.
- The big one got away. 1960.
  - Deutsch: Der Boss steigt aus. Lichtenberg Verlag, München 1965 (übersetzt von Jutta Leder).
- Gentleman of China. 1953.
- A long way from Pimlico. 1954.[3]
- End of the line. 1965.
- Rickshaw Boy. 1970.
- The gulf of time. 1976 (EA London 1948)
- The story of Mary Lee. 1978.

Sachbücher
- The first of trees. The story of the olive. 1960.
- The prince of storytellers. The life of E. P. Oppenheim. 1979 (EA London 1957)

### UnterStephen Lister
Romane
- Sunset over France. 1945.
- Softly, softly catchee monkey. 1946.
- Marise. 1950 (autofiktional)
- Savoy Grill at one! 1951.
- Hungarian Roulette. 1972.
- A smell of brimstone. 1974.
- The dog, that never was. 1975.

Sachbücher
- Fit for a bishop or How to keep a fat proest in prime condition. 1955.

## Verfilmungen
- Wilhelm Dieterle (Regie): Elefantenpfad (USA 1954)